# 갈릴레온
양자장론에서 갈릴레온(영어: galileon)은 특별한 대칭을 갖는, 고차 미분 상호 작용을 갖는 스칼라장이다.

## 정의
민코프스키 공간 위의 스칼라장 {\displaystyle \phi }의 이론을 생각하자. 이 이론이 만약 다음과 같은 갈릴레이 변환
{\displaystyle \phi (x)\mapsto \phi (x)+a+b_{\mu }x^{\mu }}
에 대하여 불변이라면, 스칼라장 {\displaystyle \phi }를 갈릴레온이라고 한다.

### 작용
{\displaystyle D}차원의 시공간에 존재하는 갈릴레온 {\displaystyle \phi }의 작용은 일반적으로 다음과 같은 꼴이다.
{\displaystyle {\mathcal {L}}=\sum _{n=0}^{D}\alpha _{n+1}\phi \epsilon ^{\mu _{1}\dotso \mu _{D}}\epsilon ^{\nu _{1}\dotso \nu _{D}}\prod _{i=1}^{n}\partial _{\mu _{i}}\partial _{\nu _{i}}\phi \prod _{j=n+1}^{D}g_{\mu _{i}\nu _{i}}=D!\alpha _{0}\phi +(D-1)!\alpha _{1}\phi (\partial \phi )^{2}+(D-2)!\alpha _{2}\phi ((\partial ^{2}\phi )(\partial ^{2}\phi )-(\partial _{\mu }\partial _{\nu }\phi )(\partial ^{\mu }\partial ^{\nu }\phi ))+\dotsb +\delta _{\nu _{1}\dotso \nu _{D}}^{\mu _{1}\dotso \mu _{D}}(\partial _{\mu _{1}}\partial _{\nu _{2}}\phi )\dotsm (\partial _{\mu _{D}}\partial _{\nu _{D}}\phi )}
여기서 {\displaystyle \alpha _{0},\alpha _{1},\dotsc }는 임의의 실수 결합 상수이며, {\displaystyle \delta _{\nu _{1}\dotso \nu _{D}}^{\mu _{1}\dotso \mu _{D}}}는 일반화 크로네커 기호 ({\displaystyle (\nu _{1},\dotsc ,\nu _{D})=(\mu _{\sigma (1)},\dotsc ,\mu _{\sigma (D)})}일 때, {\displaystyle \delta _{\nu _{1}\dotso \nu _{D}}^{\mu _{1}\dotso \mu _{D}}=(-)^{\sigma }})이다.
양자역학적으로 이론이 잘 정의되려면 (바닥 상태가 존재하려면) {\displaystyle \alpha _{1}=0}이어야 한다. 또한, 항상 {\displaystyle \phi }에 상수를 곱하여
{\displaystyle \alpha _{2}={\frac {(-)^{D}}{2(D-1)!}}}
로 놓을 수 있다 (운동항의 규격화). 
특수 갈릴레온(영어: special galileon)은 다음과 같은 결합 상수를 갖는 갈릴레온이다.
{\displaystyle \alpha _{n}={\begin{cases}{\frac {1}{nM^{(n-2)(D+2)/2}}}{\binom {D}{n-1}}&2\mid n\\0&2\not \mid n\end{cases}}}
여기서 {\displaystyle M}은 질량의 단위를 갖는 결합 상수이다. 특수 갈릴레온은 갈릴레이 대칭 말고도, 다음과 같은 특별한 대칭을 갖는다.
{\displaystyle \phi \mapsto \phi +\theta ^{\mu \nu }(M^{(D+2)}x_{\mu }x_{\nu }-\partial _{\mu }\phi \partial _{\nu }\phi )}
예를 들어, 4차원에서 특수 갈릴레온은 (장을 재정의하면) 다음과 같다.:(2)
{\displaystyle {\mathcal {L}}=-{\frac {1}{2}}(\partial \phi )^{2}+{\frac {1}{12\Lambda ^{6}}}(\partial \phi )^{2}\left((\partial ^{2}\phi )^{2}-(\partial _{\mu }\partial _{\nu }\phi )(\partial ^{\mu }\partial ^{\nu }\phi )\right)}

## 성질
일반적으로, 3차 이상의 고차 미분항을 갖는 작용의 오일러-라그랑주 방정식은 장의 3차 이상의 미분에 의존하는 편미분 방정식이므로, 불안정하다. 그러나 갈릴레온의 경우 오일러-라그랑주 방정식은 오직 장의 2차 미분에만 의존한다. 즉, 장의 1차 및 0차 및 3차 이상의 미분은 장방정식에 등장하지 않는다.

## 응용
갈릴레온은 각종 중력 이론에 등장한다. 

## 역사
갈릴레온은 2009년에 중력을 연구하던 중 발견되었다. ‘갈릴레온’이라는 이름은 그 대칭이 마치 갈릴레이 변환과 흡사한 것에서 유래한다.
특수 갈릴레온은 2014년 경에 발견되었다.